# Кишкёрёш

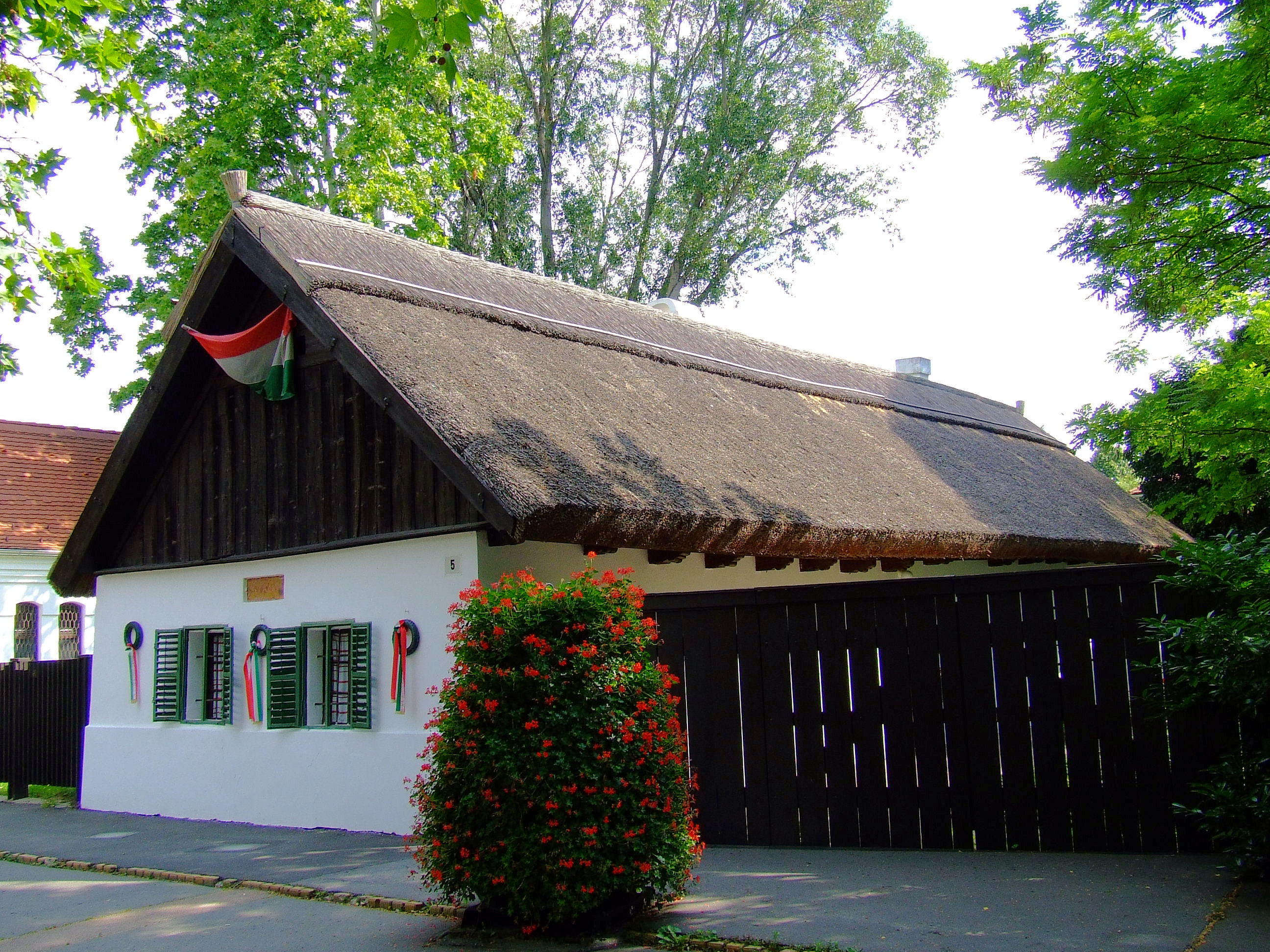
Мемориальный дом-музей Ш.Петёфи в Кишкёрёше

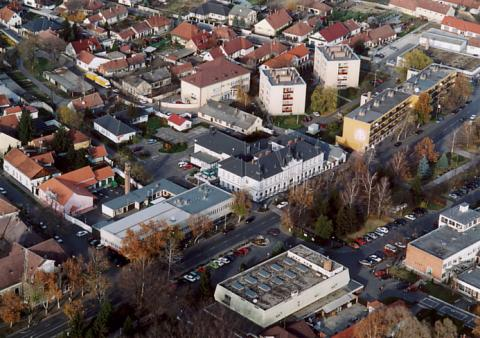
Город с высоты птичьего полёта

Кишкёрёш (венг. Kiskőrös) — город в медье Бач-Кишкун в Венгрии. Город занимает площадь 102,23 км², на которой проживает 15 131 житель.

## История
Кишкёрёш — родина Шандора Петефи.

## Достопримечательности
Главное туристическое место города — это Мемориальный дом-музей Ш. Петёфи. В музейный комплекс входят дом, в котором родился поэт, словацкий деревенский дом и так называемый «парк скульптур» из 14 скульптурных портретов крупнейших поэтов разных стран, переводивших Ш. Петёфи (русские поэты представлены скульптурой Л. Мартынова).

## Население
| Год  | Численность | Численность |
| ---- | ----------- | ----------- |
| 2013 | 14 303      | [ 3 ]       |
| 2014 | 14 171      | [ 4 ]       |
| 2018 | 13 833      | [ 5 ]       |
| 2021 | 13 633      | [ 6 ]       |
| 2022 | 13 515      | [ 7 ]       |
| 2023 | 13 320      | [ 8 ]       |
| 2024 | 13 173      | [ 1 ]       |

## Города-побратимы
- Nesvady[вд], Словакия
- Кримпен-ан-ден-Эйссел, Нидерланды
- Лапуа, Финляндия
- Липтовски-Микулаш, Словакия
- Маргита, Румыния
- Тарнув, Польша
- Чжэньцзян, Китай
- Штадтленгсфельд, Германия